# Pegomya rubivora
Pegomya rubivora är en tvåvingeart som först beskrevs av Daniel William Coquillett 1897.  Pegomya rubivora ingår i släktet Pegomya och familjen blomsterflugor. Arten är reproducerande i Sverige. Inga underarter finns listade i Catalogue of Life.